# Pioniers (honkbal)
Hoofddorp Pioniers is een honk- en softbalvereniging uit Hoofddorp (gemeente Haarlemmermeer), Noord-Holland, Nederland. Thuisbasis is "sportpark Pioniers".
Het eerste mannenhonkbalteam (dat uitkomt onder de naam Hoofddorp Pioniers) speelt sinds 1993 onafgebroken in de Honkbal hoofdklasse. In totaal kwam het 28 seizoenen, in vier perioden, op het hoogste niveau uit. De eerste vier seizoenen waren in 1984, 1986-1987 en 1991. In 1997 werd, als "Minolta Pioniers", het enige landskampioenschap behaald. Daarnaast werd nog eens vijf keer de finale van de Holland Series gehaald. In Europees verband werd in 2003 en 2006 de Europa Cup II (voor bekerwinnaars en/of runners-up) gewonnen en in 2004 en 2005 de finale bereikt. In 1998 werd de finale bereikt van de Europa Cup I (voor landskampioenen).
Het eerste vrouwensoftbalteam speelt onder de eigen clubnaam Hoofddorp Pioniers in 2016 in de "Softbal Silver League" op het tweede niveau. Het keert (na terugtrekking van HSV Zwijndrecht) na vijf seizoenen terug op dit niveau. Dit seizoen, in 2019, spelen de dames weer Golden League.
Amsterdam Pirates · Curaçao Neptunus · DSS/Kinheim · HCAW · Oosterhout Twins · Hoofddorp Pioniers · RCH-Pinguins · UVV
Holland Series